# Under the Skin (filme)
Under the Skin (bra: Sob a Pele; prt: Debaixo da Pele) é um filme de ficção científica estadunidense de 2013 dirigido por Jonathan Glazer, com roteiro de Walter Campbell e do próprio Glazer baseado no romance homônimo de Michel Faber.
Protagonizado por Scarlett Johansson, Under the Skin teve sua estreia no Festival de Cinema de Telluride de 29 de agosto de 2013.

## Sinopse
Uma alienígena perambula pelas ruas de Glasgow seduzindo e abduzindo homens solitários, enquanto é perseguida por um misterioso motoqueiro.

## Elenco
- Scarlett Johansson
- Jeremy McWilliams
- Lynsey Taylor Mackay
- Dougie McConnell
- Kevin McAlinden
- Andrew Gorman
- Joe Szula
- Krystof Hádek
- Roy Armstrong
- Alison Chand
- Ben Mills
- Lee Fanning
- Adam Pearson